# فلويد ماكدونالد
فلويد ماكدونالد هو طبيب كندي، ولد في 6 نوفمبر 1934 في فريدريكتون جانكشن في كندا.